# Ranunculus melanogynus
Ranunculus melanogynus är en ranunkelväxtart som beskrevs av Wen Tsai Wang. Ranunculus melanogynus ingår i släktet ranunkler, och familjen ranunkelväxter. Inga underarter finns listade i Catalogue of Life.